# Aborichthys cataracta
Aborichthys cataracta, novootkrivena vrsta riba iz reda šaranki. koja živi u pritokama rijeke Ranga u sjeveroistočnoj Indiji. Primjerci ove vrste otkriveni su ispod bezimenog vodopada kod sela Hong u distriktu Gornji Subansiri, Arunachal Pradeshu.
Najveća mređu njima bila je dužine 9.3 cm.